# Bhatpar Rani
Bhatpar Rani là một thị xã và là một nagar panchayat của quận Deoria thuộc bang Uttar Pradesh, Ấn Độ.

## Nhân khẩu
Theo điều tra dân số năm 2001 của Ấn Độ, Bhatpar Rani có dân số 12.494 người. Phái nam chiếm 52% tổng số dân và phái nữ chiếm 48%. Bhatpar Rani có tỷ lệ 63% biết đọc biết viết, cao hơn tỷ lệ trung bình toàn quốc là 59,5%: tỷ lệ cho phái nam là 72%, và tỷ lệ cho phái nữ là 53%. Tại Bhatpar Rani, 15% dân số nhỏ hơn 6 tuổi.